# Stewart Adams
Stewart Sanders Adams (Byfield, 16 de abril de 1923-Nottingham, 30 de enero de 2019) fue un químico británico, parte principal de un equipo farmacológico de Boots Group que desarrolló el ibuprofeno a principios de la década de 1960.

## Biografía
Stewart Adams estudió en la Universidad de Nottingham, y obtuvo su doctorado en farmacología en la Universidad de Leeds.En 1945 empezó a trabajar en el departamento de investigación de Boots Group, centrándose en el tratamiento del artritis reumatoidea. En 1961 Stewart Adams y John Nicholson lograron sintetizar el ibuprofeno, y en 1962 registraron la patente 3228831.El fármaco fue lanzado como un tratamiento para la artritis reumatoidea en el Reino Unido en 1969, y en los Estados Unidos en 1974. Es famoso el hecho de que el Dr. Adams inicialmente probó este medicamento durante una resaca se preparó una dosis de 600 mg y descubrió que era muy efectiva. Nacía así el ibuprofeno, un medicamento antiinflamatorio y analgésico.

## Muerte
Murió de una neumonía el 30 de enero de 2019 en Nottingham, en Reino Unido.